# Боббі Руссо
Боббі Руссо (фр. Bobby Rousseau, нар. 26 липня 1940, Монреаль) — колишній канадський хокеїст, що грав на позиції крайнього нападника. Грав за збірну команду Канади.
Володар Кубка Стенлі. Провів понад тисячу матчів у Національній хокейній лізі. 

## Ігрова кар'єра
Хокейну кар'єру розпочав 1955 року.
Протягом професійної клубної ігрової кар'єри, що тривала 18 років, захищав кольори команд «Рочестер Американс», «Монреаль Канадієнс», «Міннесота Норт-Старс» та «Нью-Йорк Рейнджерс».
Загалом провів 1070 матчів у НХЛ, включаючи 128 ігор плей-оф Кубка Стенлі.
Виступав за збірну Канади, провів 7 ігор в її складі.

## Нагороди та досягнення
- Володар Меморіального Кубка в складі «Галл-Оттава Канадієнс» — 1958.
- Пам'ятний трофей Колдера — 1962.
- Учасник матчу усіх зірок НХЛ — 1965, 1967, 1969.
- Володар Кубка Стенлі в складі «Монреаль Канадієнс» — 1965, 1966, 1968, 1969.
- Друга команда всіх зірок НХЛ — 1966.
- 1 лютого 1964 Руссо став 44-м гравцем НХЛ, який закинув п'ять шайб в одному матчі.

## Статистика

### Клубні виступи
| Сезон        | Клуб                    | Ліга         | Регулярний сезон | Регулярний сезон | Регулярний сезон | Регулярний сезон | Регулярний сезон | Плей-оф | Плей-оф | Плей-оф | Плей-оф | Плей-оф |
| Сезон        | Клуб                    | Ліга         | І                | Г                | П                | О                | ШХ               | І       | Г       | П       | О       | ШХ      |
| ------------ | ----------------------- | ------------ | ---------------- | ---------------- | ---------------- | ---------------- | ---------------- | ------- | ------- | ------- | ------- | ------- |
| 1955–56      | «Сен-Жан Брейвс»        | КЮХЛ         | 44               | 53               | 32               | 85               | 25               | —       | —       | —       | —       | —       |
| 1956–57      | «Галл-Оттава Канадієнс» | ОХА          | 28               | 7                | 15               | 22               | 18               | —       | —       | —       | —       | —       |
| 1956–57      | «Галл-Оттава Канадієнс» | EOHL         | 15               | 4                | 2                | 6                | 2                | —       | —       | —       | —       | —       |
| 1956–57      | «Галл-Оттава Канадієнс» | МК           | —                | —                | —                | —                | —                | 8       | 7       | 4       | 11      | 8       |
| 1957–58      | «Галл-Оттава Канадієнс» | ОХА          | 27               | 24               | 27               | 51               | 64               | —       | —       | —       | —       | —       |
| 1957–58      | «Галл-Оттава Канадієнс» | EOHL         | 36               | 26               | 26               | 52               | 14               | —       | —       | —       | —       | —       |
| 1957–58      | «Галл-Оттава Канадієнс» | МК           | —                | —                | —                | —                | —                | 13      | 7       | 17      | 24      | 6       |
| 1958–59      | «Галл-Оттава Канадієнс» | EOHL         | 18               | 7                | 18               | 25               | 26               | 3       | 1       | 1       | 2       | 2       |
| 1958–59      | «Галл-Оттава Канадієнс» | МК           | —                | —                | —                | —                | —                | 9       | 2       | 6       | 8       | 19      |
| 1959–60      | «Галл-Оттава Канадієнс» | СПХЛ         | 4                | 4                | 2                | 6                | 4                | —       | —       | —       | —       | —       |
| 1959–60      | «Броквіль Канадієнс»    | МК           | —                | —                | —                | —                | —                | 13      | 14      | 9       | 23      | 14      |
| 1960–61      | «Монреаль Канадієнс»    | НХЛ          | 15               | 1                | 2                | 3                | 4                | —       | —       | —       | —       | —       |
| 1960–61      | «Галл-Оттава Канадієнс» | СПХЛ         | 38               | 34               | 26               | 60               | 18               | 14      | 12      | 7       | 19      | 10      |
| 1961–62      | «Монреаль Канадієнс»    | НХЛ          | 70               | 21               | 24               | 45               | 26               | 6       | 0       | 2       | 2       | 0       |
| 1962–63      | «Монреаль Канадієнс»    | НХЛ          | 62               | 19               | 18               | 37               | 15               | 5       | 0       | 1       | 1       | 2       |
| 1963–64      | «Монреаль Канадієнс»    | НХЛ          | 70               | 25               | 31               | 56               | 32               | 7       | 1       | 1       | 2       | 2       |
| 1964–65      | «Монреаль Канадієнс»    | НХЛ          | 66               | 12               | 35               | 47               | 26               | 13      | 5       | 8       | 13      | 24      |
| 1965–66      | «Монреаль Канадієнс»    | НХЛ          | 70               | 30               | 48               | 78               | 20               | 10      | 4       | 4       | 8       | 6       |
| 1966–67      | «Монреаль Канадієнс»    | НХЛ          | 68               | 19               | 44               | 63               | 58               | 10      | 1       | 7       | 8       | 4       |
| 1967–68      | «Монреаль Канадієнс»    | НХЛ          | 74               | 19               | 46               | 65               | 47               | 13      | 2       | 4       | 6       | 8       |
| 1968–69      | «Монреаль Канадієнс»    | НХЛ          | 76               | 30               | 40               | 70               | 59               | 14      | 3       | 2       | 5       | 8       |
| 1969–70      | «Монреаль Канадієнс»    | НХЛ          | 72               | 24               | 34               | 58               | 30               | —       | —       | —       | —       | —       |
| 1970–71      | «Міннесота Норт-Старс»  | НХЛ          | 63               | 4                | 20               | 24               | 12               | 12      | 2       | 6       | 8       | 0       |
| 1971–72      | «Нью-Йорк Рейнджерс»    | НХЛ          | 78               | 21               | 36               | 57               | 12               | 16      | 6       | 11      | 17      | 7       |
| 1972–73      | «Нью-Йорк Рейнджерс»    | НХЛ          | 78               | 8                | 37               | 45               | 14               | 10      | 2       | 3       | 5       | 4       |
| 1973–74      | «Нью-Йорк Рейнджерс»    | НХЛ          | 72               | 10               | 41               | 51               | 4                | 12      | 1       | 8       | 9       | 4       |
| 1974–75      | «Нью-Йорк Рейнджерс»    | НХЛ          | 8                | 2                | 2                | 4                | 0                | —       | —       | —       | —       | —       |
| Усього в НХЛ | Усього в НХЛ            | Усього в НХЛ | 942              | 245              | 458              | 703              | 359              | 128     | 27      | 57      | 84      | 69      |

### Збірна
| Рік                | Команда            | Турнір             |   | І | Г | П | О | ШХ | Результат |
| ------------------ | ------------------ | ------------------ | - | - | - | - | - | -- | --------- |
| 1960               | Канада             | ОІ                 | 7 | 5 | 4 | 9 | 2 |    |           |
| Національна збірна | Національна збірна | Національна збірна | 7 | 5 | 4 | 9 | 2 | -  |           |